# Крайцери проект 1164
Ракетни крайцери проект 1164 (шифър Атлант, обозначение на НАТО: Slava class) са проект ракетни крайцери на Военноморския флот на СССР, заемащи междинно положение между тежките атомни ракетни крайцери от типа „Киров“ (проект 1144 „Орлан“) и ескадрените миноносци тип „Современний“ (проект 956 „Сарич“). Ракетните крайцери от проекта 1164 с мощно ракетно въоръжение клас „повърхност-повърхност“ стават важна част от ВМФ на Русия след разделянето на флота на СССР; крайцерът „Варяг“ се явява флагмански кораб на Тихоокеанския флот.

## Предназначение
Основните задачи на кораба, формулирани в техническия проект от 1972 г., са:
1. придаване на бойна устойчивост на силите на флота в отдалечените райони на морета и океаните;
2. унищожаване на надводните кораби на противника, в т.ч. самолетоносачите.[3]

По-късно към задачите на крайцерите от проекта 1164 са добавени: нанасяне на удари по големи надводни кораби, и ударни групировки на противника, решаване на задачите на колективната ПВО, на съединения и конвои в отдалечените райони на моретата и океаните, борба с ПЛ, поддръжка на десанта и обстрел на крайбрежието, заето от противника.

## История на проекта
Официалната дата за начало на разработката на проекта е 20 април 1972 г., когато е взето решението на Комисията при Съвета на Министрите на СССР по военнопромишлените въпроси № 87. Тактико-техническото задание за ескизния проект на 1164 „Атлант“ е дадено на Северното ПКБ през октомври 1972 г. За главен конструктор е назначен директорът на Северното ПКБ А. К. Перков (от 1979 г. – Валентин Мутихин), за главен наблюдаващ от страна на ВМФ – капитан 2-ри ранг А. Н. Блинов. При пълна водоизместимост, равна на 10 000 тона, се предполага да се въоръжат крайцерите от проекта с 12 ПУ „Базалт“, 8х8 ЗРК С-300Ф, 2 ЗРК „Оса“, 2х1 100-мм АУ АК-100, 2х5 ТА, ЗАК за самоотбрана АК-630. През декември 1972 г. ескизният проект е разгледан. Техническият проект е утвърден на 21 август 1974 г.

## История на строителството
Всичко се предполага построяването на 10 крайцера от проекта 1164, след това програмата е съкратена до 6 единици. Обаче са заложени само 4 крайцера от този тип, а са въведени в строй – 3.
Залагането на главния кораб – крайцерът „Слава“ (заводски № 2008) е на 4 октомври 1976 г.
Появилите се през 1983 г. крайцери от клас „Атлант“ трябва да контролират жизненоважните за безопасността на СССР зони на световния океан, такива като например Северния Атлантик, и в случай на получаване на съответната заповед те са задължени да нанесат, преди всичко останало, ракетни удари по ударните авионосни групировки на ВМС на САЩ и НАТО. Основното въоръжение на крайцерите от този клас са 16 крилати ракети П-500 „Базалт“, в т.ч. и с ядрени бойни глави (при модернизация на всички руски крайцери от пр. 1164 те са заменени с ракетите П-1000 „Вулкан“).
Тези кораби са едни от най-мощните кораби в своя клас, именно благодарение на тези ракети, имащи мощна БЧ и далечина на стрелбата до 1000 км. Те могат да унищожат даже такава голяма и защитена цел като самолетоносач.
Строителството на петия и шестия крайцери от проекта 1164 – ракетните крайцери „Россия“ (впоследствие – „Октябърская революция“) и „Адмирал Флота Советского Союза Горшков“ е прекратено през октомври 1990 г.

## Представители на проекта
Понастоящем два крайцера от този проект се намират в състава на ВМФ на Русия:
- „Маршал Устинов“ (бивш „Адмирал флота Лобов“) – в строй,[5] Северен флот.
- „Варяг“ (от 16 октомври 1989 г. до 21 декември 1995 г. „Червона Украина“) – флагман на Тихоокеанския флот.
- „Украйна“ (бивш „Комсомолец“, от 23 март 1985 г. до 20 март 1993 „Адмирал флота Лобов“) – през 1993 г. влиза в състава на ВМС на Украйна, решението за дострояването му е прието през 1998 г., но Украйна не успява да го въведе в строй, за това крайцера днес стои на пирса, готов на 95%,[6][7] обаче е прието решение за дострояването му с помощта на Русия.[8] През 2010 г. командването на Военноморския флота на РФ изучава възможността за покупка на недостроения ракетен крайцер „Украйна“.[9] През юли 2010 г. с постановление на Върховната Рада на Украйна за присвояване на името „Украина“ на ракетния крайцер губи действие, за това гласуват 247 депутати на Върховната Рада от 428.[10] През 2017 г. Президента на Украйна взема решение за демонтаж на оборудването и продажбата на недостроения крайцер за скрап.[11]

Всичко са планирани за строеж шест крайцера от този проект, от които напълно са достроени три:
| Наименование                             | Изображение | Корабостроителница      | Зав. № | Заложен    | Спуснат    | В строй    | Флот | Състояние | Бел.                                                                                                  |
| ---------------------------------------- | ----------- | ----------------------- | ------ | ---------- | ---------- | ---------- | ---- | --- | --- |
| „Москва“                                 |             | КСЗ № 445 „61 комунара“ | 2008   | 05.11.1976 | 27.07.1979 | 13.12.1982 | ЧФ   | Бивш флагман на Чёрноморския флот. Потъва след пожар 14.04.2022                                              | От 05.11.1976 до 15.05.1995 г. – „Слава“                                                              |
| „Маршал Устинов“                         |             | КСЗ № 445 „61 комунара“ | 2009   | 05.10.1978 | 25.02.1982 | 15.09.1986 | СФ   | В строй. Северен флот                                                                                        | От 5.10.1978 до 5.11.1986 г. – „Адмирал флота Лобов“                                                  |
| „Варяг“                                  |             | КСЗ № 445 „61 комунара“ | 2010   | 31.07.1979 | 28.08.1983 | 25.12.1989 | ТОФ  | В строй. Флагман на Тихоокеанския флот                                                                       | От 16.10.1989 до 21.12.1995 г. – „Червона Украина“                                                    |
| „Украйна“                                |             | КСЗ № 445 „61 комунара“ | 2011   | 29.08.1984 | 11.08.1990 | 01.10.1993 |      | През 1993 г. влиза в състава на ВМС на Украйна бидейки готов на 95 %. По състояние към 2020 г. не е в строя. | От 29.08.1984 до 23.03.1985 г. – „Комсомолец“, от 23.03.1985 до 20.03.1993 г. – „Адмирал флота Лобов“ |
| „Октябрьская революция“                  |             | КСЗ № 445 „61 комунара“ |        |            |            |            |      | Недостроен                                                                                                   | Предишно название „Россия“ Строителството е отменено на 04.10.1990 г.                                 |
| „Адмирал Флота Советского Союза Горшков“ |             | КСЗ № 445 „61 комунара“ |        |            |            |            |      | Не е залаган                                                                                                 | Строителството е отменено на 04.10.1990 г.                                                            |

Цветовете в таблицата:

Бял – недостроен/непостроен или утилизиран без да е спускан на вода

 Зелен  – действащ в състава на ВМФ на Русия

 Син – намира се в ремонт или модернизация

 Сив – изваден от щата, намира се в консервация, съхранение или престой

 Червен  – отписан от флота, утилизиран или изгубен

## Конструкция

### Конструкция на корпуса и надстройките
По конструкция корабът е дългополубен, с развита триостровна надстройка, кулоподобни пирамидални фок- и гротмачти. За по добра мореходност и устойчивост шпангоутите имат силна извивка навън, а форщевенът е силно наклонен. В първия отсек по носовата таранна преграда са разположени спомагателните помещения и складовете. Във втория отсек под водолинията се намира клетката за ХАС „Платина“, над нея – верижната кутия, складове и шпиловото отделение. Третият отсек заема подкуполното отделение и погреба за АК-130, вентилаторните помещения и бойните постове на кораба. Четвъртият отсек е отведен за кубрици и каюти за личния състав, с агрегатни помещения в трюма. В петия отсек, освен жилищни помещения, е разположен погребът за боезапаса за РБУ-6000 „Смерч-2“. В шестия отсек се намират бойният информационен център, БИУС, които са съединени с бойната рубка чрез командирски асансьор. В шестия отсек са разположени спомагателните механизми. Също в него се намират трансмисиите за носовата двойка успокоители на люлеенето. В седмия отсек се разполага носовото машинно отделение (НМО) с маршевите турбини М-21, редуктори, топлоутилизационният контур и парните спомагателни турбини на обща рамка. Осми отсек – спомагателни механизми и втората двойка успокоители на люлеенето. Следва кърмовото машинно отделение (КМО) с форсажните турбини М-8КФ. Десети отсек – спомагателни механизми, в двенадесети – подпалубните погреби за ЗРК „Форт“ с пускови установки за вертикален пуск от револверен тип, а също и погребът и механизмите на системата за създаване на смущения ПК-2, товарен асансьор. В тринадесети и четиринадесети отсеци се намират кубриците за екипажа, има спомагателни и служебни помещения, торпедните апарати, а в района на 300 – 310 шпангоут се намират погребът и пусковите установки за зенитните ракети „Оса-М“. Кърмовият отсек, основно, служи за поместване на буксируемото антенно устройство и системите за неговото спускане и подем, също в кърмата е ограден ахтерпик. По цялото протежение на кораба, под горивните цистерни, има двойно дъно за предотвратяване на разлив на ГСМ при аварийни ситуации. Основните погреби за боезапаса са разнесени по кораба, разделени са с непроницаеми прегради и са снабдени със системи за оросяване и пожарогасене. Всички тези мерки конструктивно осигуряват живучестта и непотопимостта на крайцера при наводняването на произволни три съседни отсека, освен тези на машинните отделения.
В конструкцията на леките прегради вътре в корпуса са използвани освен стоманените и алуминиеви сплави тип АМГ. Надпалубните надстройки в районите на въздействието на пламъците от пуска на ракетите са стоманени, високите конструкции са направени от алуминиеви сплави. На ниските нива се намира флагманския команден пункт, каютите на старшите офицери, каюткомпанията. Блоковете на надстройките имат технологически разрези за избягване на повреди на надстройките следствие на усукване. Димоходите със системите за въздухозабор са поместени напречно на кораба. Зад комините е поставен кран с товароподемност 8,5 тона, който в походно положение се спуска между димоходите и се укрепва.
В кърмовата част на главната палуба, във вид на отделен остров, е поместен вертолетният хангар, който носи антената на 3Р41 „Волна“, служеща за съпровождане и подсветка на целите на корабния зенитен ракетен комплекс „Форт“, следват към кърмата вертолетната площадка със системи за обезпечение на излитането и кацането. Има, освен набора спасителни средства, командирски катер от проекта 1404 и работен катер от проекта 1402.

## Въоръжение
- Противокорабно – 16 пускови установки за комплекса „Вулкан“ (боекомплект 16 ракети за ПКР П-1000) ракетата е с маса до 6 тона и скорост на полета 3077 км/ч носи мощна (500 кг) обикновена фугасно-кумулативна или ядрена (350 кт) бойна част и е способна да поразява цели на далечина до 700 км. Полетът на ПКР към целта се осъществява по сложна траектория. Тя има система за телеуправление и бордова станция за радиоелектронно противодействие на средствата за ПВО на атакувания кораб. Дължината на ракетата е 11,7 м, размахът на крилата 2,6 м, диаметърът на ракетата е 0,88 м.
- Противолодъчно – два петтръбни торпедни апарата (боекомплект 10 торпеда за борба с подводните лодки на противника) калибър 533 мм, дължина на торпедото 7 м, маса 2 т, заряд взривни вещества 400 кг далечина до 22 км, скорост до 55 възела (100 км/ч). Торпедните апарати са съвместими с противолодъчния комплекс „Водопад-НК“ и с универсалния ракетен комплекс „Калибр-НК“.
- Две реактивни бомбови установки РБУ-6000 (боекомплект от 96 реактивни дълбочинни бомби, тегло на бомбата 110 кг, тегло на бойната част 25 кг, дължина 1,8 м, калибър 212 мм) реактивните дълбочинни бомби са предназначени, основно, за защитата на кораба от торпеда и подводни лодки, чрез водене на единична или залпова стрелба, с далечина на стрелбата до 6 км, дълбочина на потапяне 500 м.
- Вертолет Ка-25РЦ с корабно базиране с хангар и вертолетна площадка.
- Двуоръдейна корабна артилерийска установка – 130 мм АК-130 (боекомплект 600 снаряда) предназначена за водене на огън по морски, въздушни и брегови цели при далечина на стрелбата до 24 км, при скорострелност 90 изстрела/минута. Масата на установката достига 98 т, масата на изстрела– 86,2 кг, на снаряда 33,4 кг, начална скорост на снаряда 850 м/с. В боекомплекта за АК-130 влизат унитарни патрони с осколочно-фугасен снаряд, снабдени с три типа взриватели.
- Шест ЗАК – АК-630 (боекомплект 16000 патрона по 2000 патрона в лента) предназначени за поражение на въздушни цели, ПКР, малоразмерни съдове, изплуващи мини и леко бронирани наземни цели. Началната скорост на снаряда, с диаметър 30 мм и маса 0,834 кг, достига 900 м/с, скорострелността 6000 изстр./мин. далечината е до 8 км.
- Две установки ЗРК „Оса-МА“ (боекомплект 40 ракети, маса на ракетата 128 кг) за близка отбрана предназначени за самоотбраната на кораба от удари на самолети, вертолети и ПКР, а също и за водена на стрелба по надводни цели. Бойните възможности на ЗРК позволяват да се унищожават въздушни цели със скорост до 600 м/с на далечина до 15 км и височина до 5 км, дължината на ракетата е 3 м, масата ѝ е 128 кг.
- Осем ЗРК С-300Ф „Форт“ (боекомплект 64 ракети в 8 пускови установки револверен тип под палубата, дължина – 7,9 м, диаметър – 0,34 м, тегло – 1600 кг) предназначен за защита на ордер кораби от атаки на самолети, крилати ракети и други средства за въздушно нападение на противника, със скорост до 2000 м/с, далечина до 90 км и до 25 км по височина. Според друга информация на крайцера „Москва“, през април 2015 г., по време на провеждане на доковите работи е модернизиран и ЗРК „Форт“ до С-400.

## История на службата
- През декември 1989 г. ракетният крайцер „Слава“ (днес „Москва“) осигурява срещата на Президента на СССР М. С. Горбачов с Президента на САЩ Дж. Буш-старши в Малта. През 1990 г. се връща в Николаевския завод за модернизация, където простоява 8,5 години.
- Ракетният крайцер „Москва“ от 9 до 12 август 2008 г. участва във въоръжения конфликт с Грузия във водите на Абхазия.
- Крайцерите от проекта 1164 вземат участие в съвместни учения с ВМС на Индия, Италия, Япония, САЩ, осигуряват прикритието на авиационната групировка на ВКС на Русия в Сирия.[14]
- В периода 2011 – 2018 г. всички 3 кораба от проекта преминават ремонт и модернизация.[14]
- Ракетният крайцер „Москва“, през април 2022 г., потъва в разгара на нахлуването в Украйна.

## Обща оценка на проекта
Като цяло, РКР от проекта 1164 стават алтернатива на прекалено скъпите крайцери от пр. 1144 „Орлан“. Имайки ограничена водоизместимост, крайцерите на проекта 1164 разполагат с практически еквивалентно настъпателно въоръжение и съпоставимо отбранително. Според съвременната класификация тези РКР съответстват на ракетните крайцери/„големите разрушители“, такива като ракетните крайцери от типа „Тикондерога“, разрушителите от типа „Атаго“ и типът „Крал Седжон“, имащи сходна водоизместимост в района 9000 – 11 000 тона.
Обаче приоритетът при създаването на крайцерите от проекта 1164 е отдаден на настъпателните, а не на отбранителните характеристики. Корабите имат намален запас от ракети за С-300Ф – 64, по сравнение с 96 на крайцера от проекта 1144; слабо място е ПВО за самоотбрана, състояща се от само два остарели ЗРК „Оса-М“ (за сравнение – крайцерите от проекта 1144 имат 16 ПУ за „Кинжал“).
Освен това, поради наличието на само една РЛС за насочване на ракетите 3Р41 „Волна“, зенитният комплекс „Форт“ може да бъде задействан за отразяване на атака само по едно направление едновременно, и в случай на излизане от строй на единствената РЛС 3Р41 „Волна“, далечната ПВО кораба ще се окаже напълно парализирана. За сравнение – крайцерите от проекта 1144 имат две РЛС 3Р41, което позволя да се отразяват атаки едновременно по няколко направления и да не се рискува загуба на отбранителна способност при излизане на РЛС от строя.
Като цяло, корабът напълно съответства на „късната“ доктрина на Съветския флот – използване за ударни функции на надводните ракетоносци, прикрити от палубна авиация.